# Saint-Louis-des-Français (titre cardinalice)
Pour les articles homonymes, voir Église Saint-Louis-des-Français.
Le titre cardinalice de Saint-Louis-des-Français a été institué le 7 juin 1967 par le pape Paul VI, par la constitution apostolique Quandoquidem aucto, et attribué pour la première fois à l'archevêque de Paris Pierre Veuillot.
Depuis, ce titre qui correspond à l'église nationale des Français de Rome, est traditionnellement donné à l’archevêque de Paris lors de sa création comme cardinal.

## Titulaires
- Pierre Veuillot (1967-1968)
- François Marty (1969-1994)
- Jean-Marie Lustiger (1994-2007)
- André Vingt-Trois (2007 - 2025)

## Sources
- (it) Cet article est partiellement ou en totalité issu de l’article de Wikipédia en italien intitulé « San Luigi dei Francesi (titolo cardinalizio) » (voir la liste des auteurs).